# Lisette (collection)
Pour les articles homonymes, voir Lisette.
Lisette est le nom d'une collection française de courts romans d'aventure des Éditions de Montsouris, lancée en 1941 et arrêtée en 1951 (62 titres).  À ne pas confondre avec le périodique Lisette du même éditeur.
La collection s'adresse aux jeunes, plutôt aux filles. Tous les volumes, de format 17 x 12 cm, sont illustrés.
Parmi les nombreux auteurs, on peut citer : Jean Mauclère, Paluel-Marmont, Germaine Pelletan, Maria de Crisenoy, Henriette Robitaillie, etc.

## Titres de la collection
- 1. Sylvette par Pierre Chanlaine, illustrations de Jacques Souriau
- 2. La Destinée de Régine par Noël Tani, illustrations de Henry Le Monnier
- 3. Petite Vedette par Paul Trédant, illustrations de Henry Le Monnier
- 4. Les Solitaires de Verville par Jeanne-André, illustrations de Jacques Souriau
- 5. La Ferme blanche par Paluel-Marmont, illustrations de Jacques Souriau, 1942
- 6. La Robe aux oiseaux par Claude Renaudy, illustrations de Jacques Souriau
- 7. La Petite Fée des églantines par Jean Mauclère, illustrations de Henry Le Monnier
- 8. Attila aux papillons par Vani, illustrations de Jacques Souriau
- 9. Clarisse est tenace par Pierre Chanlaine, illustrations de Henry Le Monnier
- 10. La Petite Eugénie par Jean Gauvain, illustrations de Jacques Souriau
- 11. Le Secret de Gisèle par Jeanne-André, illustrations de Jacques Souriau
- 12. Mon amie inconnue par Paul Trédant, illustrations de Henry Le Monnier
- 13. Mademoiselle Tempête par Claude Renaudy, illustrations de Manon Iessel
- 14. Christiane et ses rêves par André Bourges, illustrations de Jacques Souriau
- 15. Gitane par Paluel-Marmont, illustrations de Henry Le Monnier
- 16. L'Équipée d'Arlette par Noël Tani, illustrations de Henry Le Monnier
- 17. L'Ombre du chevalier par Jean Gauvain, illustrations de Jacques Souriau
- 18. Le Médaillon bleu par Claude Renaudy, illustrations de Henry Le Monnier
- 19. Mademoiselle Gris-Souris par Henriette Robitaillie, illustrations de Parry
- 20. Le Secret des souterrains par Jean Mauclère, illustrations de Marjollin
- 21. Bonne à rien par Jeanne-André, illustrations de Manon Iessel
- 22. Marie Dubois, la mystérieuse par Th. Bernardie, illustrations de Jacques Souriau
- 23. Jeannette par Vani, illustrations de Marjollin
- 24. La Forêt enchantée par Claude Renaudy, illustrations de M. Bernard
- 25. Martine et son destin par Pierre Trun, illustrations de Jacques Souriau
- 26. Onze et une par Henri Suquet, illustrations de Marjollin
- 27. L'Enfant au miroir par Jean Mauclère, illustrations de Robert Velter
- 28. Dans tous ses rôles…  par Th. Bernardie, illustrations de Henry Le Monnier
- 29. Fleur des neiges par Noël Tani, illustrations de Jacques Souriau
- 30. Deux jeunes filles comme les autres par Eric Silver, illustrations de Alag
- 31. Le Bouquet d'edelweiss par Jean Mauclère, illustrations de Marjollin
- 32. La Mission d'Anik par Silva Souriau, illustrations de Jacques Souriau
- 33. Mademoiselle Tombouctou par Yvonne Herbinet, illustrations de Henry le Monnier
- 34. L'Énigme de la tour aux dames par Hélène Colomb, illustrations de Buisson
- 35. Cela fleurit, pousse et se mange par Paul Cervières, illustrations de Loÿs Pétillot
- 36. Une farouche vendetta par Eric Silver, illustrations de Marjollin
- 37. Anita, la fille du clown par André Hiquet, illustrations de Marjollin
- 38. Le Fantôme du Gay-Moulin par Germaine Pelletan, illustrations de Pierre Decomble, 1946
- 39. Silvia reine par Jean Mauclère, illustrations de M.-A. Schliklin
- 40. L'Inconnu du 27 par Bertrand de Sivray, illustrations de Louis Courvoisier, 1946
- 41. Diane au Caucase par Silva Souriau
- 42. Les Vacances de Nicolette par Noël Tani
- 43. Notre tante d'Amérique par Maria de Crisenoy
- 44. La Misère du vent tournant par Henri Suquet
- 45. La Sauvageonne du Pont-aux-Fées par Germaine Pelletan
- 46. La Lucarne sur la ruelle par Bertrand de Sivray, 1947
- 47. Georgia la mystérieuse par René de Luc
- 48.  Ida Jakowna petit prodige  par Robert Collard, 1947
- 49. L'Île aux rêves par Paluel-Marmont, 1947
- 50. Le Mystère de Castel-Roussi par A.F. Boisson
- 51. La Fleur d'or par Magdeleine Popelin, illustrations de R. Janin, 1947
- 52. La Rose de l'oasis par Jean Mauclère
- 53. Le Souterrain mystérieux par Eric Silver
- 54. Le Trio mystérieux du Mont-Plaintif par Jacqueline Duché
- 55. Tragique Enfance par Marthe Fiel, illustrations de Pierre Morel
- 56. La Vengeance de Gisèle par Maria de Crisenoy, 1948
- 57. Pierrette et Piwi par Jean Demais
- 58. Le Feuillet 113 par Bertrand de Sivray, 1949
- 59. Fleurs des Antilles par Jean Mauclère, 1950
- 60. Le Secret des ormeaux par Hélène Colomb, illustrations de Marjollin, 1950
- 61. Francisca par Paluel-Marmont
- 62. Partis pour Saïgon par Noël Tani